# Kanton Arcueil
Kanton Arcueil (fr. Canton d'Arcueil) je francouzský kanton v departementu Val-de-Marne v regionu Île-de-France. Tvoří ho dvě obce.

## Obce kantonu
- Arcueil
- Gentilly (východní část)